# Tenualosa thibaudeaui
Tenualosa thibaudeaui är en fiskart som först beskrevs av Durand, 1940.  Tenualosa thibaudeaui ingår i släktet Tenualosa och familjen sillfiskar. IUCN kategoriserar arten globalt som sårbar. Inga underarter finns listade i Catalogue of Life.